# 14274 Landstreet
A 14274 Landstreet (korábbi nevén 2000 BL21) a Naprendszer kisbolygóövében található aszteroida. A Spacewatch program keretein belül fedezték fel 2000. január 29-én.
A bolygót John Darlington Landstreet (1940–) kanadai csillagászról nevezték el.

## Kapcsolódó szócikk
- Kisbolygók listája (14001–14500)